# Михаил Рагулин
Михаил Павлович Рагулин (рус. Михаил Павлович Рагулин; Москва, 5. мај 1941) некадашњи је совјетски и руски хокејаш на леду, касније тренер у флорболу и члан председништва Флорбол федерације Русије. Заслужни је мајстор совјетског спорта. 
Један је од тројице идентичних близанаца Рагулин − Александар Павлович (1941−2004) био је хокејаш, мајстор спорта и заслужни совјетски тренер и један од најбољих совјетских одбрамбених играча свих времена и Анатолиј Павлович (1941−2016), хокејаш и заслужни совјетски тренер.
Током каријере играо је за екипе Химика, московског ЦСКА, ХК Крила совјетов и ХК Дизељ Пенза.